# Kingurutik River
Der Kingurutik River ist ein etwa 112 km langer Fluss im Norden von Labrador in der kanadischen Provinz Neufundland und Labrador.

## Flusslauf
Der Kingurutik River bildet den Abfluss eines etwa 540 m hoch gelegenen Seensystems unweit der Provinzgrenze zu Québec. Der Fluss fließt anfangs ca. 35 km in überwiegend ostnordöstlicher Richtung. Bei Siamarni Forks bei Flusskilometer 78 münden zwei größere namenlose Flüsse linksseitig in den Kingurutik River. Anschließend wendet sich der Kingurutik River in Richtung Ostsüdost. Der Abfluss des Esker Lake mündet bei Flusskilometer 65 von Norden kommend in den Fluss. Der Kingurutik River mündet schließlich in das Westufer des Kingurutik Lake. Dieser wird über den 2 km langen Kotannak Brook (⊙) zum Kopfende der fjordähnlichen Bucht Tikkoatokak Bay entwässert. Das Einzugsgebiet des gesamten Flusssystems (bezogen auf die Mündung des Kotannak Brook) umfasst 4157 km². Im Süden grenzt es an das des Fraser River, im Norden an das des North River. Die vom Kingurutik River durchflossene Landschaft gehört zur Ökoregion High Subarctic Tundra. Im Kingurutik River kommt der Wandersaibling vor.